# Julija Pajevs'ka
Julija Heorhiїvna Pajevs'ka (in ucraino Ю́лія Гео́ргіївна Пає́вська?, a volte traslitterato come Yuliia Georgievna Paievska e nota anche con il nome di battaglia Tajra; Kiev, 19 dicembre 1968) è un'attivista, atleta e paramedica ucraina che ha fondato il corpo di ambulanze volontario "Angeli di Tajra" durante la Rivoluzione ucraina del 2014.
Durante l'Invasione russa dell'Ucraina del 2022 è stata catturata e imprigionata dai soldati russi in un campo di concentramento il 16 marzo 2022 e rilasciata il 17 giugno 2022. Il New York Times l'ha definita un simbolo di coraggio e sacrificio.

## Biografia

### Primi anni di vita e carriera
Julija è nata a Kiev,  ed è stata cresciuta da suo nonno, Kostântin Čubukov, che fu ufficiale dell'intelligence nelle forze aeree sovietiche durante la seconda guerra mondiale, sopravvisse all'assedio di Leningrado e fu insignito, tra le altre decorazioni, dell'Ordine di Lenin e dell'Ordine della Bandiera rossa. Dopo essere andato in pensione negli anni '50, Čubukov si trasferì a Kiev dove costruì la casa in cui sono nati i suoi figli e nipoti. Pajevs'ka ha mostrato interesse per la medicina sin da bambina e ha appreso come realizzare e applicare bende e laccio emostatico sotto la guida della sua infermiera scolastica, che aveva lavorato come medico durante la seconda guerra mondiale.
Ceramista esperta, Pajevs'ka ha lavorato come designer. Con oltre 20 anni di esperienza come allenatrice di aikido, è stata presidente della Federazione di Aikido "Mutokukai-Ucraina". Il suo lavoro come allenatrice l'ha portata a studiare medicina, perché, nelle sue parole, sport e infortuni sono inseparabili. Ha lavorato come paramedico per ASAP Rescue. Sposata con Vadim Puzanov, ha una figlia, Anna-Sofia. 

### Guerra russo-ucraina e gli "Angeli di Tajra"
Nel 2013 si è unita alle proteste di Euromaidan come paramedico volontario, adottando il nome di battaglia di "Tajra". Ha iniziato fornendo assistenza medica ai manifestanti feriti sotto il fuoco di via Mychajlo Hruševs'kyj nella sua nativa Kiev e ha deciso di rimanere in prima linea con altri volontari.
Dopo lo scoppio della Guerra del Donbass nel 2014, Pajevs'ka ha prestato servizio come paramedico e insegnante di medicina tattica nei campi di addestramento militare nel Donbass orientale, dove è rimasta fino al 2018, lavorando inoltre come collegamento tra civili e militari nelle città in prima linea prive di personale medico. Nel suo primo anno nel Donbass, ha formato un corpo di ambulanze volontarie che ha curato vittime sia civili che militari, che ha ricevuto il soprannome di "Angeli di Tajra". Pajevs'ka ha il merito di aver addestrato oltre 100 nuovi paramedici che si sono uniti agli "Angeli di Tajra", salvando centinaia di feriti sia civili che personale militare di tutte le parti in conflitto.
Durante i suoi quattro anni in Donbass Pajevs'ka ha prestato servizio in prima linea in luoghi quali Ščastja, Popasna, Zolote, Avdiïvka, Svitlodars'k e Shyrokyne, curando civili, soldati ucraini e militanti separatisti.

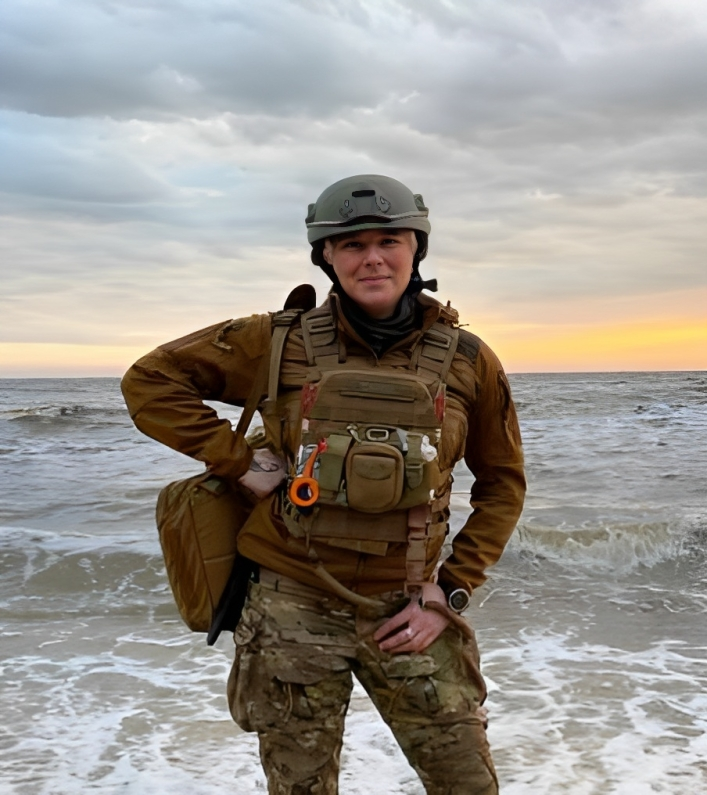
Julija Pajevs'ka nel 2020

Nel 2017 è apparsa in Invisible Battalion, un documentario su sei donne che combattono nella guerra russo-ucraina nel Donbas.
Nel 2018 è entrata a far parte dell'esercito ucraino. La sua unità è stata schierata a Mariupol dove Pajevs'ka comandava il 61º ospedale mobile. Pajevs'ka è stata smobilitata dall'esercito ucraino nel 2020, ma lei e i suoi "Angeli" hanno continuato a lavorare a Mariupol come volontari.

### Video da Mariupol
Nel 2021 Pajevs'ka ha ricevuto una bodycam per effettuare riprese per una serie di documentari su persone ispiratrici prodotta dal principe Harry, fondatore degli Invictus Games a cui lei ha preso parte, e l'ha usata per documentare il suo lavoro con i civili e i soldati feriti a Mariupol. Tra il 6 febbraio 2022 e il 10 marzo 2022 ha registrato 256 gigabyte di video su una piccola scheda dati. Il video mostra Tajra e i suoi "Angeli" che forniscono cure mediche ai civili ucraini e ai soldati russi durante l'assedio di Mariupol. Il 15 marzo Pajevs'ka, con l'aiuto di un agente di polizia intermediario, ha consegnato la scheda dati ai giornalisti dell'Associated Press, che l'hanno portata di nascosto, attraverso 15 checkpoint russi, fuori da Mariupol e nel territorio controllato dall'Ucraina.

### Infortuni e Invictus Games
Pajevs'ka è stata ferita durante il suo servizio ed è rimasta parzialmente disabile in seguito alla sostituzione di entrambe le anche con protesi in titanio.
Si è unita alla squadra ucraina per l'edizione 2022 degli Invictus Games, una competizione atletica per veterani disabili, per ispirare i soldati feriti da lei curati, sperando che anche loro si unissero ai Giochi dopo essersi ripresi dalle loro ferite. Era l'unica donna della squadra ucraina, e avrebbe dovuto competere nel tiro con l'arco e nel nuoto. Tuttavia, a causa della sua cattura, Pajevs'ka non è stata in grado di competere agli Invictus Games, che erano stati rinviati all'aprile 2022 a seguito della pandemia di coronavirus. La figlia diciannovenne di Pajevs'ka, Anna-Sofia Puzanova, ha gareggiato al suo posto e ha vinto una medaglia di bronzo nel tiro con l'arco. Ai Giochi, la figlia di Paievska ha incontrato il principe Harry, fondatore degli Invictus Games, e sua moglie Meghan Markle, per parlare della prigionia di sua madre.

### Cattura e rilascio
Il 16 marzo 2022 Pajevs'ka e il suo autista di ambulanza, Serhiy, sono stati catturati e imprigionati dai soldati russi. Secondo sua figlia, Pajevs'ka e il suo autista stavano percorrendo in ambulanza un corridoio umanitario per recarsi a prestare soccorso in seguito all'attacco aereo al teatro di Mariupol e sono stati catturati mentre erano fermi a curare un civile ferito in fuga.

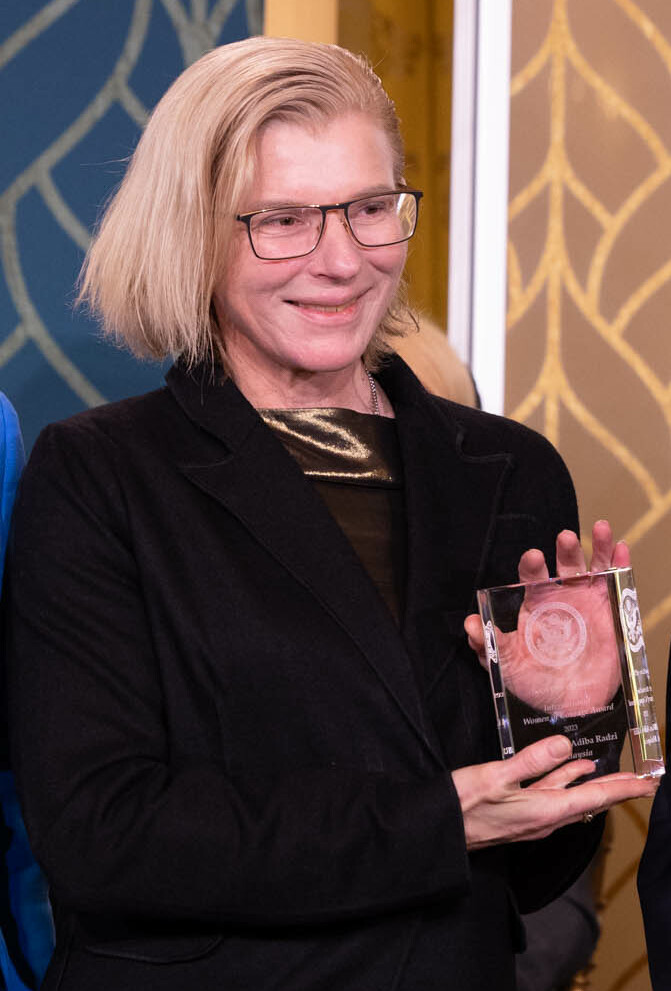
Pajevs'ka nel 2023 dopo aver ricevuto l'International Women of Courage Award

Il 21 marzo successivo una trasmissione di una stazione di notizie russa ha annunciato la cattura di Pajevs'ka e ha trasmesso un video che la mostrava ammanettata, "stordita e smunta", mentre leggeva una dichiarazione scritta che chiedeva la fine dei combattimenti. La Russia ha usato Pajevs'ka nei video di propaganda e ha cercato di ritrarla come una nazionalista di estrema destra che lavora per il battaglione Azov, sebbene l'ospedale militare che ha guidato non sia affiliato al battaglione.
Le richieste di rilascio da parte del governo ucraino sono state inizialmente rifiutate dalla Russia che ha negato di trattenerla.
I sostenitori di Pajevs'ka hanno avviato la campagna hashtag "#SaveTaira" per chiederne il rilascio.
Il 17 giugno 2022 Pajevs'ka è stata rilasciata dalle forze russe durante uno scambio di prigionieri; la notizia è stata annunciata dal presidente ucraino Volodymyr Zelenskyy in un discorso video nazionale. Il giorno seguente, in un discorso video, Pajevs'ka ha ringraziato Zelenskyy per aver organizzato il suo rilascio e ha affermato che i prigionieri di guerra ucraini, nei cosiddetti campi di filtraggio e centri di detenzione, sono tenuti in condizioni terribili, che ricordano i campi di concentramento nazisti. Ai prigionieri, cui sono negate cure mediche, qualsiasi informazione sulle loro famiglie e pacchi alimentari, viene fatto credere che l'Ucraina abbia cessato di esistere come stato indipendente. I russi hanno anche tentato di farle ammettere falsamente di essere "nazista" ed essere coinvolta nel traffico di organi e di aver ucciso delle persone. Inoltre secondo la sua testimonianza, collimante con quelle di altri testimoni, è costante l'uso della tortura sui prigionieri, sia soldati che civili arbitrariamente detenuti. Dopo il rilascio, Pajevs'ka si è convertita ufficialmente alla fede ortodossa, dopo essersi avvicinata alla fede cristiana in prigionia con la lettura del salmo 90.

## Premi e riconoscimenti
- Ordine dell'eroe popolare dell'Ucraina[2][5][9]
- Difensore della Patria[5]
- Distintivo d'onore[5]

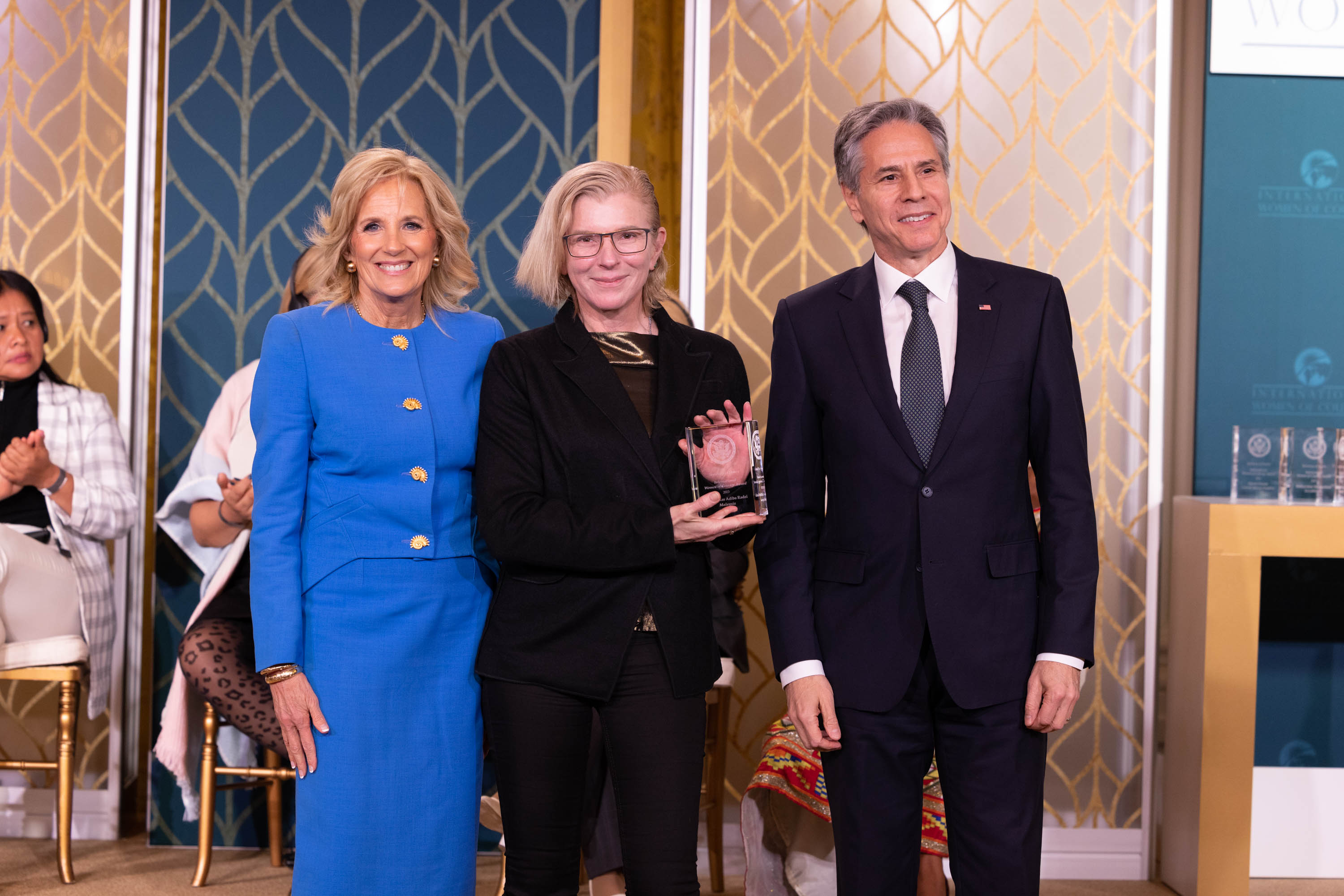
Julija Pajevs'ka (al centro) con la First Lady statunitense Jill Biden e il Segretario di Stato Antony J. Blinken durante la premiazione del International Women of Courage Award 2023

- Distintivi per meriti alle forze armate dell'Ucraina[5]
- Medaglia per l'assistenza alle forze armate dell'Ucraina[5]
- BBC 100 Women 2022[21]
- Nel dicembre 2022 ha ritirato il Premio Sakharov per la libertà di pensiero 2022 del Parlamento europeo in rappresentanza del coraggioso popolo ucraino[22]
- International Women of Courage Award 2023[23]